# Васіліс Дімітріадіс (гірськолижник)
Васіліс Дімітріадіс (грец. Βασίλης Δημητριάδης, 22 серпня 1978, Брюссель, Бельгія) — грецький гірськолижник з гігантського слалому.
Чотири рази у своїй спортивній кар'єрі брав участь в Олімпійських іграх: 1998 (Нагано), 2002 (Солт-Лейк-Сіті), 2006 (Турин) та 2010 (Ванкувер).
Васіліс Дмітріадіс став першим факелоносцем олімпійського вогню Олімпіади 2010.